# Jevišovka
Jevišovka (in tedesco Fröllersdorf) è un comune della Repubblica Ceca facente parte del distretto di Břeclav, in Moravia Meridionale.